# Jorcas
Jorcas è un comune spagnolo di 34 abitanti situato nella comunità autonoma dell'Aragona.